# رتنجة

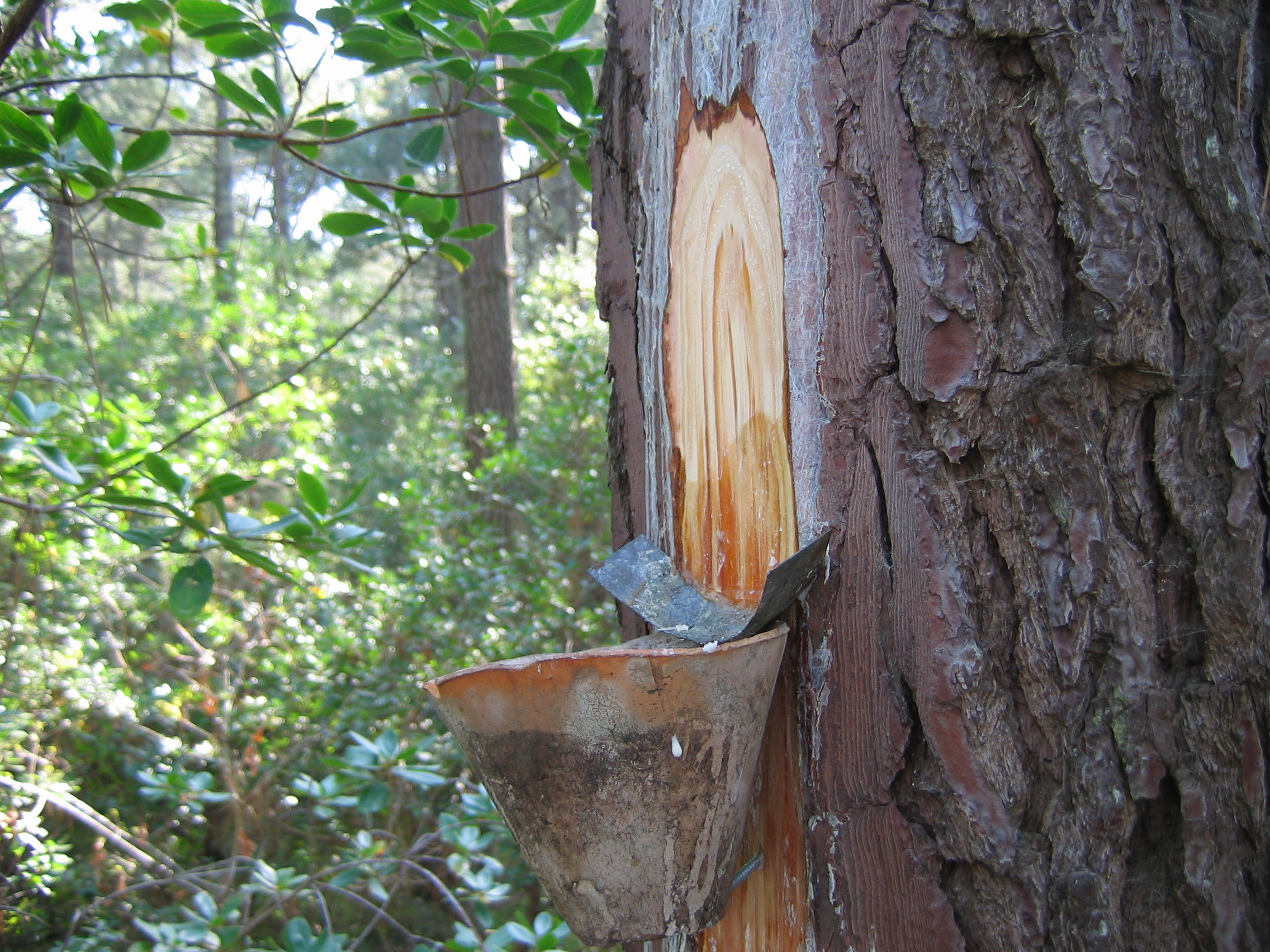
أشجار مجروحة لإستخراج الراتنج

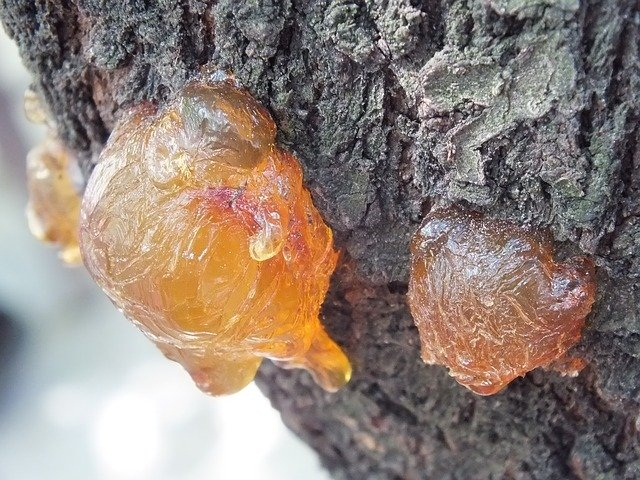
راتنج على شجرة

الرَّتْنَجة هو استغلال أو استحصال راتنج الصنوبريات وذلك بجز سوق هذه الأشجار والتقاط ما يسيل منها من الراتنج. ويوجد الراتنج في جميع أشجار المخروطيات وبعض الأشجار الأخرى، ويعمل على تعويض الضرر الذي يمكن أن تتعرض له الشجرة. تعود عملية حصاد الراتنج من الصنوبر إلى عصور جالو الرومانية في جاسكوني[بحاجة لمصدر]. يمكن إجراء استخراج راتنج بطريقة منظمة للحفاظ على حياة الشجرة، أو بشكل حاد في السنوات التي تسبق قطع الشجرة.
يجمع الراتنج عادة عن طريق التسبب بضرر بسيط للشجرة عن طريق عمل فتحة في الجذع لعمل فجوات، للسماح للنسغ بالخروج من الشجرة، ثم تقوم الشجرة بإصلاح التلف عن طريق ملء جرحها بالراتنج. عادة ما يستغرق هذا بضعة أيام. ثم يجمع الراتنج الزائد من هذه العملية.